# گون لی
 گون لی (انگلیسی: Gwen Lee؛ ۱۲ نوامبر ۱۹۰۴ – ۲۰ اوت ۱۹۶۱) بازیگر اهل ایالات متحده آمریکا بود.
از فیلم‌هایی که وی در آن نقش داشته‌است می‌توان به شوگرل اشاره کرد.